# Pristimantis malkini
Pristimantis malkini é uma espécie de anfíbio da família Craugastoridae. Pode ser encontrada no Equador, Peru, Colômbia e Brasil.